# Phintella suavis
Phintella suavis är en spindelart som först beskrevs av Simon 1885.  Phintella suavis ingår i släktet Phintella och familjen hoppspindlar. Inga underarter finns listade i Catalogue of Life.